# Cyrtandra paliku
Cyrtandra paliku är en tvåhjärtbladig växtart som beskrevs av W.L. Wagner, K.R. Wood och David H. Lorence. Cyrtandra paliku ingår i släktet Cyrtandra och familjen Gesneriaceae. Inga underarter finns listade i Catalogue of Life.